# Reno Renegades
Die Reno Renegades waren eine US-amerikanische Eishockeymannschaft aus Reno, Nevada. Das Team spielte von 1995 bis 1998 in der West Coast Hockey League.

## Geschichte
Die Mannschaft wurde 1995 unter dem Namen Reno Renegades als Franchise der West Coast Hockey League gegründet. In ihrer ersten Spielzeit erreichten die Renegades als Dritter der WCHL auf Anhieb die Playoffs um den Taylor Cup, in denen sie in der ersten Runde den Fresno Falcons mit einem Sweep in der Best-of-Five-Serie unterlagen. In der folgenden Spielzeit verpassten sie die Playoffs nach einem fünften Platz in der regulären Saison. Anschließend wurde das Franchise in Reno Rage umbenannt. Unter diesem Namen trat das Team aus Nevada in der Saison 1997/98 in der WCHL an, in der sie trotz ihres vierten und somit letzten Platzes in der WCHL North-Division aufgrund der höheren Punktezahl gegenüber dem Letzten der South Division, den Tucson Gila Monsters, in die Playoffs einzog. In diesen schieden sie wie zwei Jahre zuvor bereits in der ersten Runde aus, nachdem sie erneut in der Best-of-Five-Serie mit einem Sweep unterlegen waren, diesmal gegen den späteren Finalisten Tacoma Sabercats. 

## Saisonstatistik
Abkürzungen: GP = Spiele, W = Siege, L = Niederlagen, T = Unentschieden, OTL = Niederlagen nach Overtime SOL = Niederlagen nach Shootout, Pts = Punkte, GF = Erzielte Tore, GA = Gegentore, PIM = Strafminuten
| Saison  | GP | W  | L  | T | OTL | SOL | Pts | GF  | GA  | Platz     | Playoffs                       |
| 1995/96 | 58 | 26 | 24 | — | 8   | —   | 60  | 271 | 283 | 3., WCHL  | Niederlage in der ersten Runde |
| 1996/97 | 64 | 16 | 43 | — | 5   | —   | 37  | 252 | 418 | 5., WCHL  | nicht qualifiziert             |
| 1997/98 | 64 | 23 | 39 | — | 2   | —   | 48  | 219 | 297 | 4., WCHLN | Niederlage in der ersten Runde |

## Team-Rekorde

### Karriererekorde
Spiele: 116  Jamie Adams
Tore: 55  Petr Marek
Assists: 72   Jamie Adams
Punkte: 114  Petr Marek
Strafminuten: 504  Al Murphy

## Bekannte Spieler
- Michael De Angelis